# Kelurahan Karanganyar (administrativ by i Indonesien, Jawa Barat, lat -6,34, long 108,33)
Kelurahan Karanganyar är en administrativ by i Indonesien.   Den ligger i provinsen Jawa Barat, i den västra delen av landet, 160 km öster om huvudstaden Jakarta.